# كاذياوات
الكاذياوات (الاسم العلمي: Pandanoideae) هي أسرة من النباتات تتبع الفصيلة الكاذية من رتبة الكاذيات.

## أجناس الكاذياوات
- الكاذي
  - الكاذي